# Wokingham
Wokingham es una ciudad y un parroquia civil del distrito de Wokingham, en el condado de Berkshire (Inglaterra). Su población de acuerdo al censo del 2001 es de 39.544 habitantes. Según el censo de 2011, Wokingham parroquia civil tenía 30.690 habitantes, municipio de Wokingham tenía 154.380 habitantes.